# Parco dell’Etna

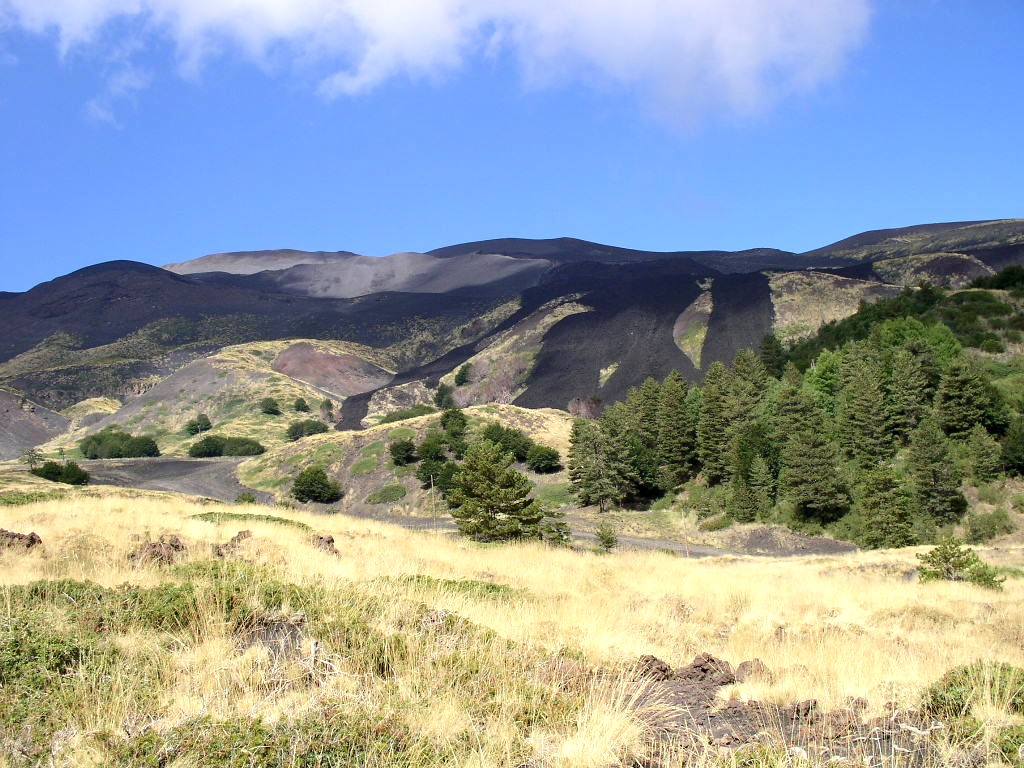
Vegetation am Ätna

Der Parco dell’Etna (deutsch Park des Ätna) ist ein italienischer Regionalpark der Autonomen Region Sizilien rund um den Vulkan Ätna auf Sizilien. Er wurde 1987 eingerichtet, um die einzigartige Flora und Fauna der Landschaft rund um den Vulkan vor der willkürlichen wirtschaftlichen und touristischen Erschließung zu bewahren und die Nutzung des Territoriums zentral kontrollieren zu können. 

## Geographie

Die Gemeinden im Parco dell’Etna

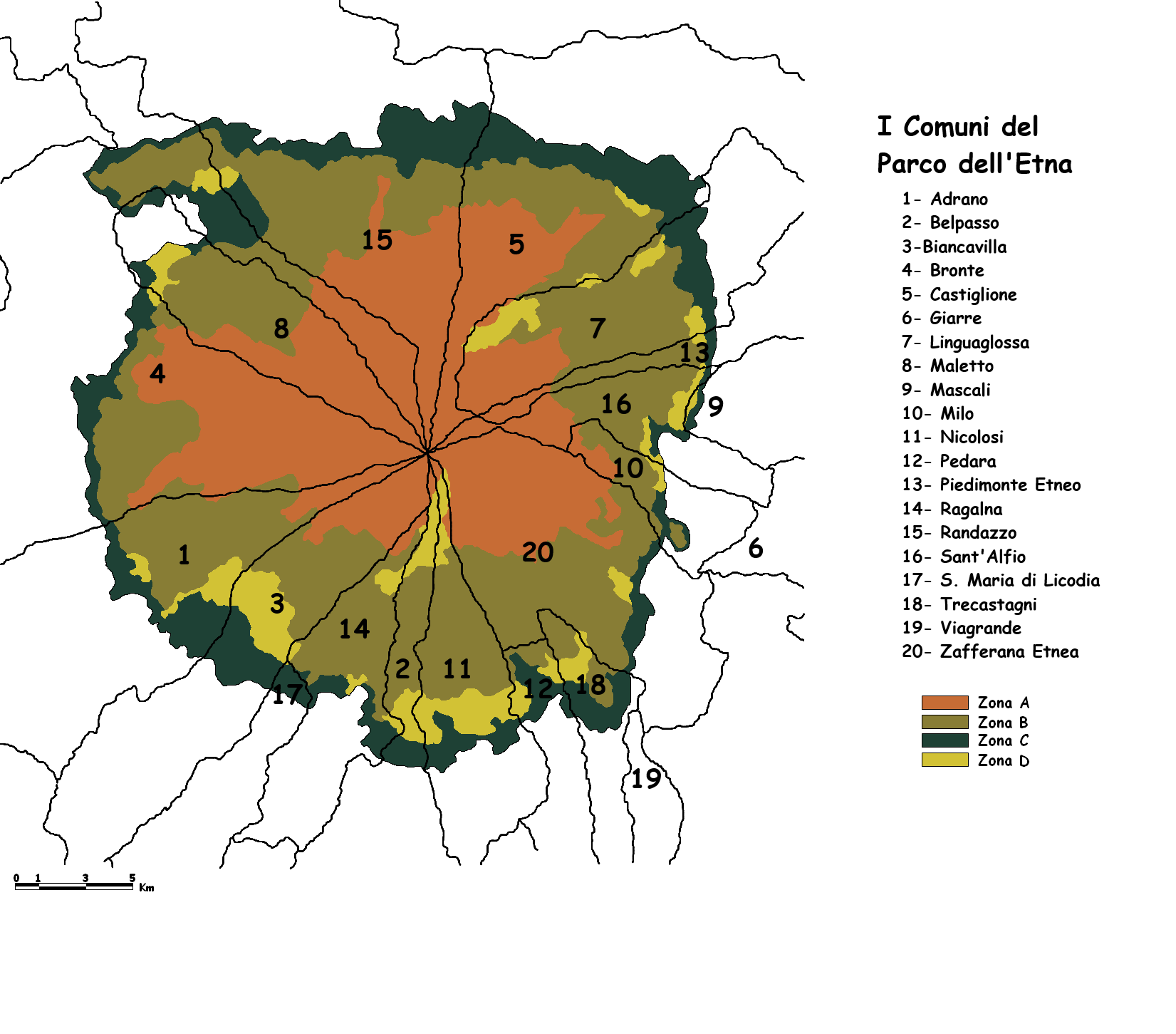
Die Gemeinden und Zonen im Parco dell’Etna

Der Parco dell’Etna umfasst das Gebiet folgender Gemeinden der Metropolitanstadt Catania, unter denen der Berg tortenstückförmig aufgeteilt ist: Adrano, Belpasso, Biancavilla, Bronte, Castiglione di Sicilia, Giarre, Linguaglossa, Maletto, Mascali, Milo, Nicolosi, Pedara, Piedimonte Etneo, Ragalna, Randazzo, Sant’Alfio, Santa Maria di Licodia, Trecastagni, Viagrande und Zafferana Etnea.

### Zonierung
Der Parco dell’Etna hat insgesamt eine Fläche von knapp 59.000 ha und ist in vier Zonen von A bis D eingeteilt. In der zentralen Zone A, die einen Kreis von 19.237 ha um den Gipfel des Ätna umfasst, befindet sich die Natur in ihrem ursprünglichen Zustand und ist weitestgehend unangetastet. Im Zone A umgebenden Ring von Zone B (25.391 ha) findet traditionelle Bewirtschaftung und Bebauung statt, während in den unteren Ringen Zone C (4188 ha, sogenannte pre-parco) und Zone D (9551 ha) nur eine naturverträgliche und die Nachhaltigkeit bewahrende Nutzung vorgeschrieben ist.

## Geschichte
Das von Lavastein geprägte und deshalb äußerst fruchtbare Gebiet rund um den Ätna besaß schon immer eine kaum zu vergleichende und in Europa in dieser Form einzigartige Tier- und Pflanzenwelt. Doch die rasche Erschließung des Gebietes mit befestigten Straßen und mittels der Waldrodung sowie der uneingeschränkten Jagd in diesem Gebiet warfen großen Sorgen um den Fortbestand dieses Lebensraums auf.
In den 1960er Jahren war eine Gruppe ambitionierter Studenten und Naturschützer um den Professor Valerio Giacomini die erste, die die Einrichtung eines Regionalparks in der Gegend forderte. Doch erst nach mühsamen, insbesondere politischen Auseinandersetzungen verabschiedete das Regionalparlament 1981 das Gesetz No. 98 (Legge n. 98), das die Einrichtung dreier Regionalparks (Parco dei Nebrodi, Parco delle Madonie und Parco dell’Etna) regelte.
Zwischen 1982 und 1985 versuchte eine Kommission aus Repräsentanten der 20 betroffenen Gemeinden, Naturschützern und Professoren, ein Konzept für die Einrichtung des Parco dell’Etna zu entwerfen, doch ihre Arbeit blieb weitestgehend ohne Früchte. Erst im März 1987 wurde der Park offiziell eingerichtet und im August desselben Jahres im Ort Nicolosi (CT) ein Institut zur zentralen Verwaltung des Parks eingerichtet (Ente del Parco dell’Etna). Seitdem wird von hier aus die ökologische wie auch ökonomische Entwicklung der Gegend überwacht und hierüber die nachhaltige Entwicklung des Lebensraums sichergestellt.

## Flora und Vegetation
An den Berghängen lassen sich mehrere Vegetationszonen unterscheiden. Bis etwa 800 m s.l.m. herrschen Felder und Pflanzungen vor. Hier gedeihen Weizen, Zitrusfrüchte, Oliven, Feigen und Weintrauben. An diese Zone schließen sich große Waldgebiete mit Eichen, Kastanien, Buchen, Kiefern und in höheren Regionen auch Pinien an. Ab etwa 2000 m s.l.m. geht die Vegetation in Buschwerk und Sträucher wie zum Beispiel den Ätna-Ginster über. Es folgt eine Zone mit Flechten und Moosen, die höchsten Regionen um den Gipfel sind vegetationslos und meist schneebedeckt. 
Am Osthang des Ätna steht der Kastanienbaum der hundert Pferde. Er wird vielfach als der größte und älteste Baum Europas angesehen.  

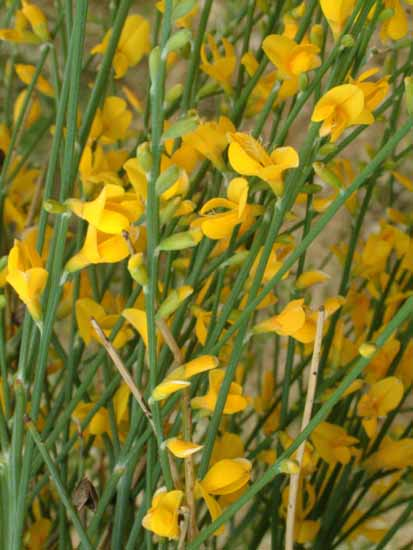
Ätna-Ginster
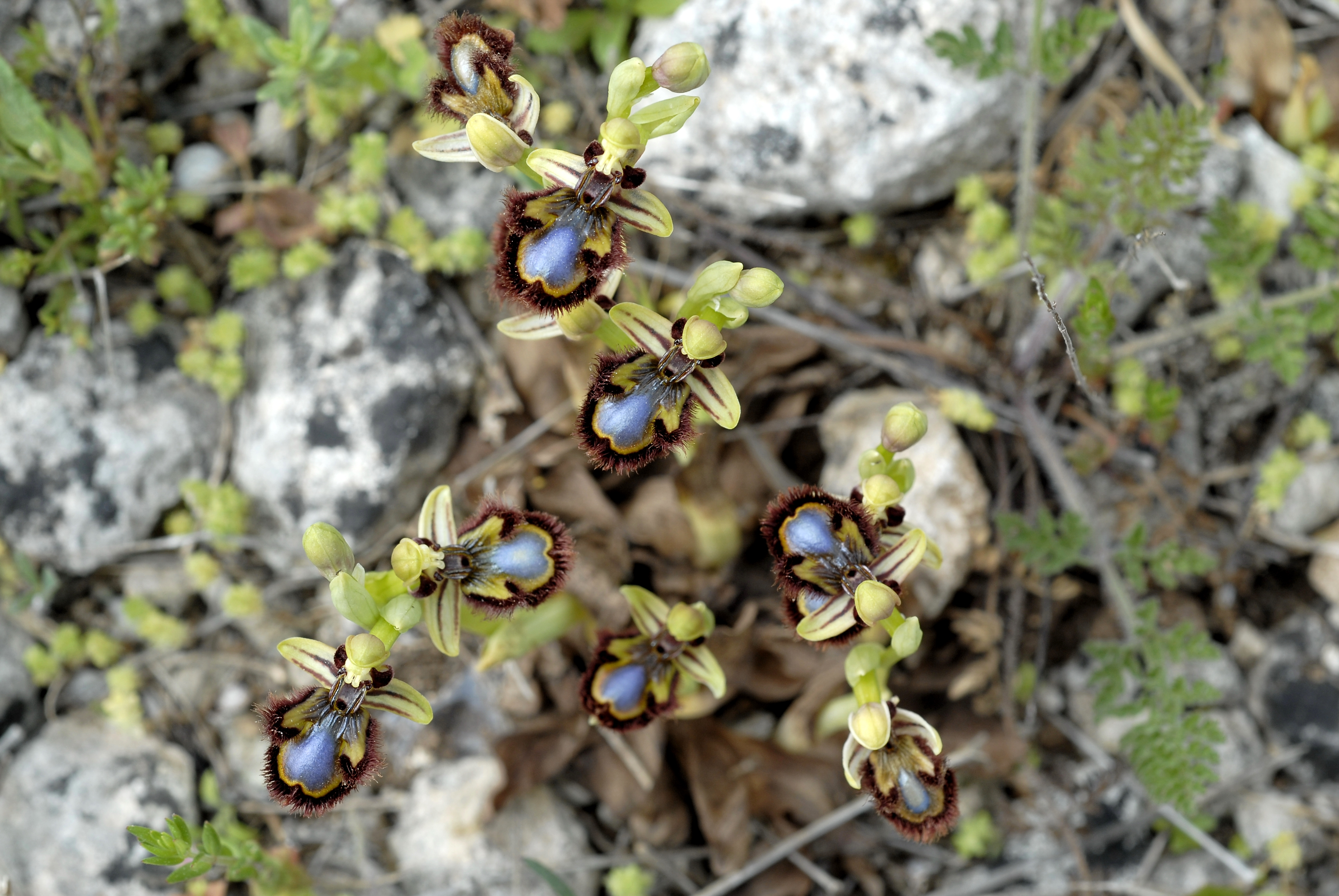
Spiegel-Ragwurz am Südhang des Ätna
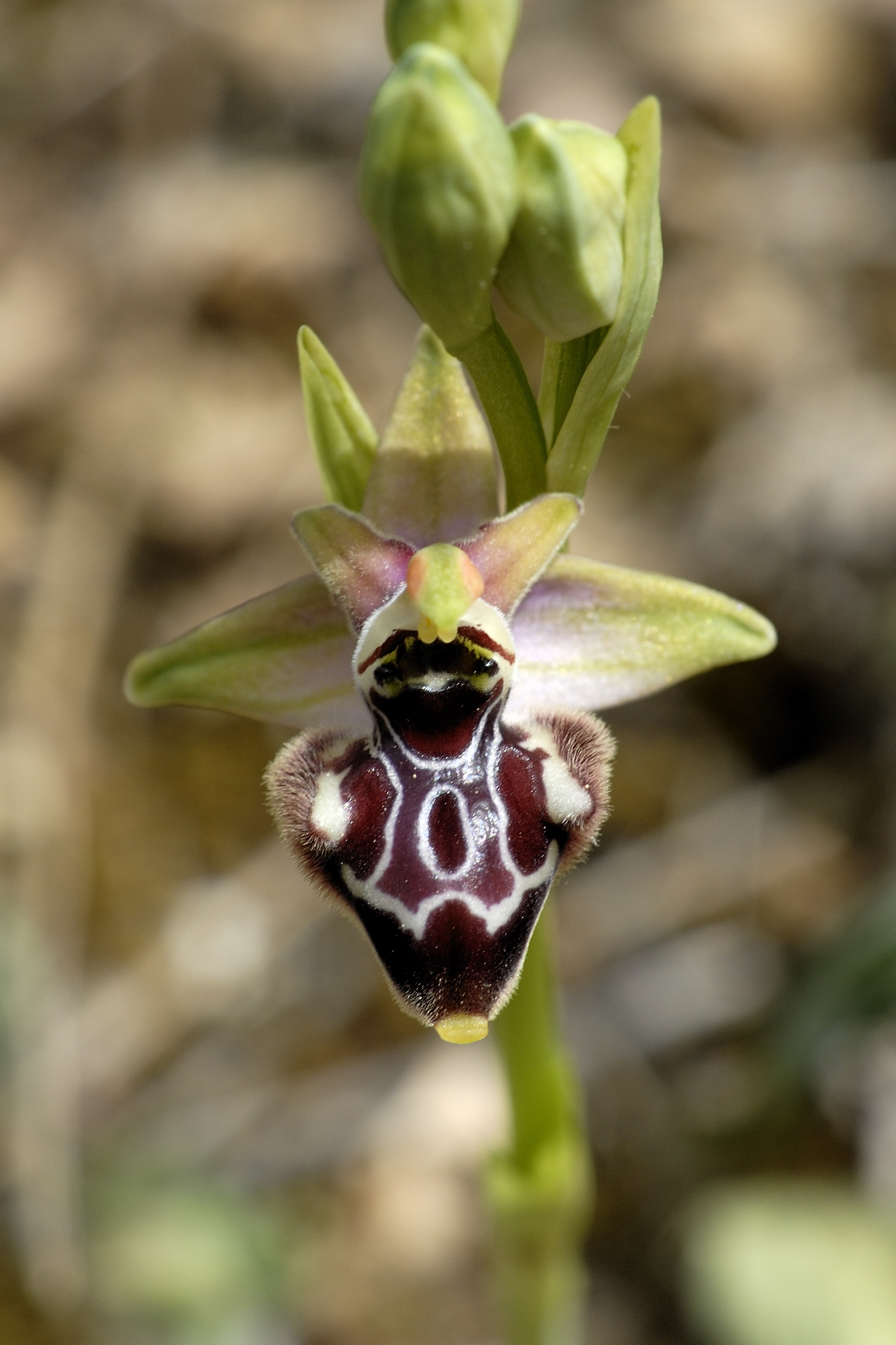
Schnabel-Ragwurz
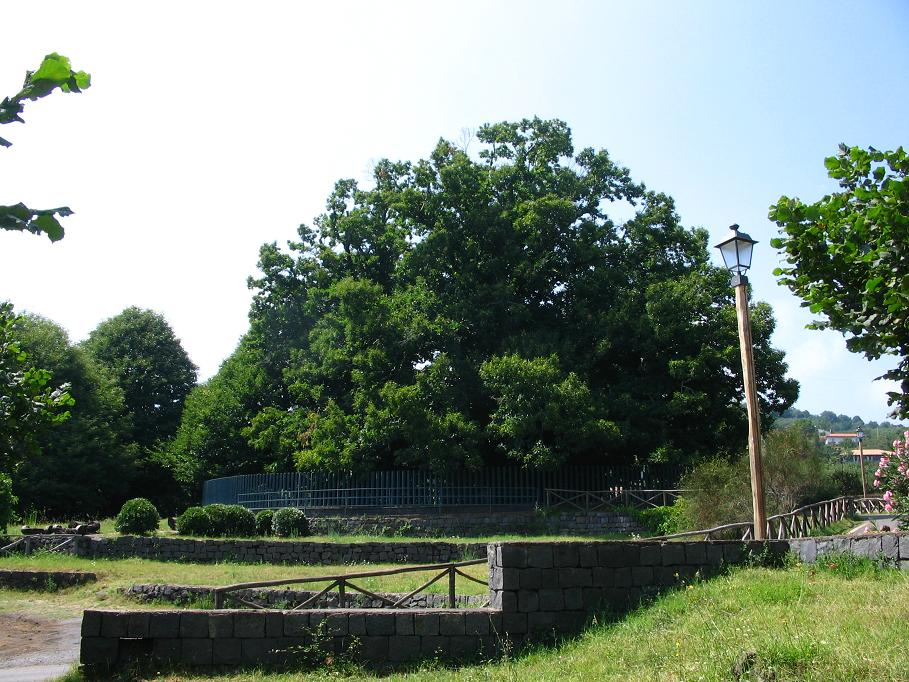
Kastanienbaum der hundert Pferde

## Fauna

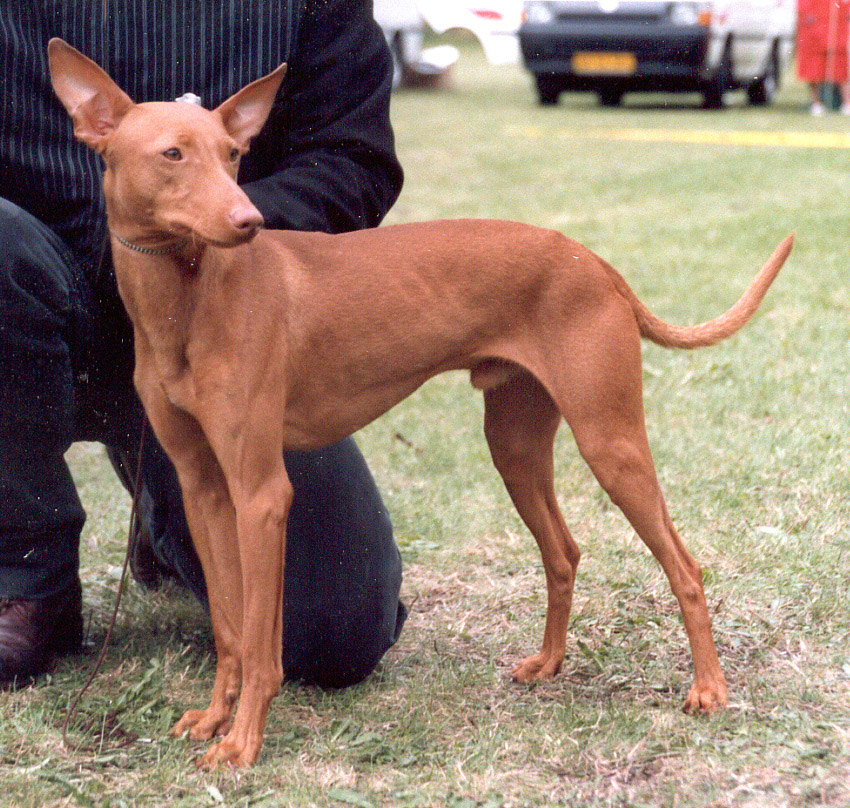
Cirneco dell’Etna

Zu den im Regionalpark lebenden Tieren zählen Wölfe, Füchse, Marder, Stachelschweine, Rotwild, Siebenschläfer, Wildkaninchen und Hasen. Besonders vielfältig ist die Vogelwelt mit etwa 70 verschiedenen Vogelarten. Neben zahlreichen Singvögeln sind Spechte und Greifvögel wie Königsadler und Wanderfalken zu beobachten.